# Манолов, Димитр
Дими́тр Мано́лов (болг. Димитър Манолов; 20 июля 1940, Болгария — 25 сентября 1998, Богота) — болгарский дирижёр и общественный деятель. Народный артист НРБ (1986).

## Биография
Учился в Московской консерватории — по дирижированию у Александра Васильевича Гаука и Геннадия Николаевича Рождественского, по инструментовке и чтению партитур у композитора Эдисона Васильевича Денисова.
Занимал посты в органах правления Союза музыкальных деятелей Народной Республики Болгария. С 1968 года дирижёр Народной Оперы в болгарском городе Русе. С 1969 года главный дирижёр оркестра филармонии города Плевен, а с 1972—1980 гг. художественный руководитель и главный дирижёр оркестра Софийской филармонии. В это же время он создает и руководит камерным ансамблем ударных инструментов, носящего имя «Полиритмия».
В 1981 году музыканта приглашают в столицу Колумбии, где он с 1981 по 1983 год руководит филармоническим оркестром города Богота.
Однако впоследствии Димитр Манолов возвращается на родину, в Болгарию, где возглавляет Софийскую народную оперу, осуществляя ряд премьер в качестве постановщика и дирижёра. Среди них такие шедевры оперной классики как Фальстаф и Отелло Джузеппе Верди, а также «Золотой петушок» Н. А. Римского-Корсакова.
В 1987 году Манолов Димитр возвращается к работе в симфоническом оркестре, исполняя должность главного дирижёра Пловдивской филармонии. В эти же годы музыкант ведет интенсивную концертную деятельность. Его приглашают дирижировать лучшими оркестрами мира, в том числе и в СССР — в Москве и Ленинграде (1985 год).
Последние годы (с 1990 года) музыкант посвящает работе в качестве Главного дирижёра Национального симфонического оркестра Колумбии, в столице страны, Боготе, где он и скончался в 1998 году.